# 雪の里情報館
雪の里情報館（ゆきのさとじょうほうかん）は、山形県新庄市にある資料館である。

## 概要

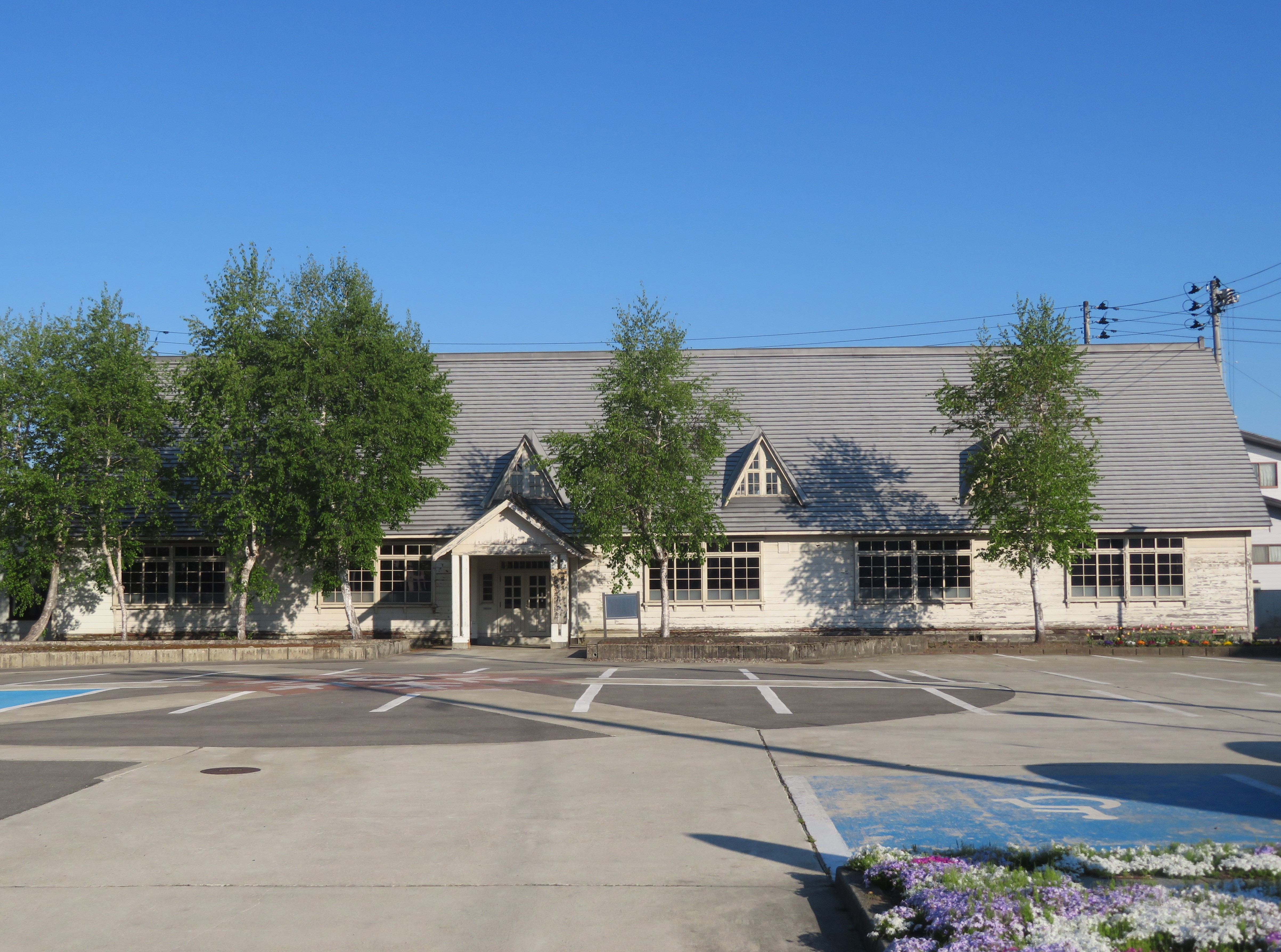
旧農林省積雪地方農村経済調査所庁舎

国道458号沿いに位置。雪害救済運動によって1933年に設置された"旧農林省積雪地方農村経済調査所"の跡地に当時の建物の一部を保存・復元して設置され、1997年に開館。調査収集した資料と、その後の各機関変遷の過程で収集された雪国、農村経済に関する資料が収蔵されている。
旧農林省積雪地方農村経済調査所庁舎は2014年4月25日に国の登録有形文化財に登録されている。

## 施設概要
| 2F                                             |
| ---------------------------------------------- |
| 雪国文化ホール 情報交流室 視聴覚研究室         |
| 1F                                             |
| 雪国ライブラリー 雪国ギャラリー 雪室(ゆきむろ) |

- 展示棟（資料館）
  - 第1〜第5展示室

## 入館料
- 無料

## 開館時間
- 9時00分 - 17時00分

## 休館日
- 毎週月曜日
- 年末年始（12月29日 - 1月3日）